# NGC 1222
NGC 1222 је елиптична галаксија у сазвежђу Еридан која се налази на NGC листи објеката дубоког неба.
Деклинација објекта је - 2° 57' 20" а ректасцензија 3h 8m 56,9s. Привидна величина (магнитуда) објекта NGC 1222 износи 12,5 а фотографска магнитуда 13,5. Налази се на удаљености од 31,0000 милиона парсека од Сунца. NGC 1222 је још познат и под ознакама MCG -1-9-5, MK 603, KUG 0306-031, IRAS 03064-0308, PGC 11774.